# Ashley Madison
Ashley Madison — канадская виртуальная служба знакомств и социальная сеть, предназначенная для людей, состоящих в браке или в постоянных отношениях (партнёрстве), но желающих завязать роман вне существующего брака или партнёрства.
Сайт основал в 2002 году Даррен Дж. Моргенштерн под девизом «Жизнь коротка. Заведи интрижку». Название происходит от двух женских имён, популярных в Северной Америке: Эшли и Мэдисон.
Компания привлекла к себе внимание 15 июля 2015 года после того, как хакеры украли все данные её клиентов, включая электронные письма, имена, домашние адреса, сексуальные фантазии и информацию о кредитных картах, и пригрозили опубликовать эти данные в Интернете, если сайт «Эшли Мэдисон» и сайт-партнёр Life Media EstablishedMen.com не закроются навсегда. К 22 июля хакеры опубликовали первый список имён клиентов а все пользовательские данные были опубликованы 18 августа 2015 года. Дополнительные данные (в том числе некоторые электронные письма генерального директора) были опубликованы 20 августа 2015 года. Релиз включал данные клиентов, которые ранее заплатили Эшли Мэдисон 19 долларов за удаление своих данных (что, как оказалось, не было выполнено). Плата также взималась с людей, чьи учётные записи были созданы против их воли, в результате розыгрыша сослуживцев или из-за ошибочного ввода адреса электронной почты.
28 августа 2015 года Ноэль Бидерман согласился уйти с поста главного исполнительного директора Avid Life Media Inc. В заявлении, опубликованном фирмой, говорится, что его уход будет «в интересах компании».
В июле 2016 года материнская компания Avid Life Media переименовала себя в Ruby Corp. и назначила Роба Сигала своим новым генеральным директором. В том же месяце компания изменила свой фирменный слоган с «Жизнь коротка. Заведи интрижку» на «Найди свой момент» и обновили имидж бренда, заменив изображение женщины в обручальном кольце красным символом в форме драгоценного камня в качестве логотипа.
К 2017 году генеральный директор Роб Сигал и президент Джеймс Миллершип ушли со своих должностей.
В мае 2017 года сайт «Эшли Мэдисон» вернул слоган «Жизнь коротка. Заведи интрижку», а также изображение замужней женщины, что символизировало возвращение компании к целевой аудитории: женатых (замужних), ищущих свиданий вне брака. В феврале 2019 года компания объявила, что достигла отметки в 60 миллионов участников. В интервью 2019 года директор по стратегии «Эшли Мэдисон» Пол Кибл заявил, что служба помогает завязывать до одного миллиона романов каждый месяц.

## Членство
«Эшли Мэдисон» — членский веб-сайт и служба, базирующаяся в Канаде; его подписчиками являются более 60 миллионов человек в 53 странах мира.
| Место расположения                  | Страны |
| ----------------------------------- | --- |
| Северная Америка                    | Канада, США, Мексика |
| Южная Америка                       | Аргентина, Бразилия, Чили, Колумбия, Перу, Венесуэла |
| Западная Европа                     | Великобритания, Ирландия, Германия, Австрия, Швейцария, Испания, Дания, Италия, Нидерланды, Франция, Бельгия, Мальта, Португалия, Швеция, Финляндия, Норвегия, Люксембург. |
| Восточная Европа и Центральная Азия | Латвия, Словакия, Словения, Польша, Венгрия, Эстония, Чехия, Россия, Украина, Беларусь, Казахстан, Греция, Румыния                                                         |
| Океания                             | Австралия, Новая Зеландия |
| К югу от Сахары                     | Южная Африка |
| Восточная и Юго-Восточная Азия      | Гонконг, Макао, материковый Китай, Япония, Филиппины, Тайвань, Южная Корея, Таиланд, Сингапур                                                                              |
| Южная Азия                          | Индия, Пакистан |
| Ближний Восток и Северная Африка    | Израиль |

Компания объявила о планах создания филиала в Сингапуре в 2014 году. Тем не менее, Управление развития СМИ Сингапура (MDA) объявило, что не позволит «Эшли Мэдисон» работать в Сингапуре, поскольку «она способствует прелюбодеянию и пренебрегает семейными ценностями».

## Бизнес-модель
В отличие от Match.com или eHarmony, бизнес-модель сайта «Эшли Мэдисон» основана на кредитах, а не на ежемесячной подписке. Для разговора между двумя участниками один из участников, всегда мужчина, должен заплатить восемь кредитов, чтобы начать разговор. Любые последующие сообщения между двумя участниками бесплатны после того, как общение было инициировано. У «Эшли Мэдисон» также есть функция чата в реальном времени, где за кредиты можно купить определённое время.
Сайт позволяет пользователям бесплатно скрывать профили своих аккаунтов. С пользователей, желающих удалить свои учётные записи, даже если они созданы без согласия человека, взимается плата в размере 19 долларов. Параметр «полное удаление» требует удаления профилей пользователей, всех отправленных и полученных сообщений, истории использования сайта, личной информации и фотографий. Раскрытие данных в 2015 году показало, что эта функция «безвозвратного удаления» ничего не удаляла окончательно и все данные можно было восстановить.

## Критика
Триш Макдермотт, консультант, которая помогла основать Match.com, обвинила «Эшли Мэдисон» в том, что сайт представляет собой «бизнес, построенный на разбитых сердцах, разрушенных браках и разрушенных семьях». Бидерман ответил, заявив, что сайт является «просто платформой», а веб-сайт или реклама никого не убедят совершить прелюбодеяние. По словам Бидермана, романы помогают сохранить многие браки.

### Гарантия
За дополнительную плату сайт «Эшли Мэдисон» предлагал пользователям услугу «гарантии» под следующим лозунгом: «Мы ГАРАНТИРУЕМ, что вы успешно найдете то, что ищете, или мы вернем вам ваши деньги». Чтобы получить право на эту гарантию, пользователи должны были приобрести самый дорогой пакет, отправлять более дорогие «приоритетные» сообщения 18 уникальным участникам каждый месяц в течение трех месяцев, отправлять пять подарков от «Эшли Мэдисон» в месяц и участвовать в платном чате 60 минут в месяц. Проблема усугубляется тем, что «больше мужчин, чем женщин, пользуются услугами, причем неравенство увеличивается по мере того, как они становятся старше» и «Мужчины ищут секса, а женщины ищут страсти». Страница об Эшли Мэдисон под названием «Эшли Мэдисон — афера? Является ли Эшли Мэдисон мошенником?» рассмотрела некоторые из этих проблем, пытаясь привлечь на свою сторону потенциальных клиентов и научить их передовому опыту использования сайта.
Сигал и Миллершип убрали с сайта предложение гарантии 5 июля 2016 года. Она больше не отображается на веб-сайте компании, в рекламе или продвижении.

### Поддельные учётные записи женских ботов
По словам Аннали Ньюитц, главного редактора Gizmodo, которая проанализировала утечку данных за 2015 год сайт «Эшли Мэдисон» было более 70 000 ботов, отправляющих фальшивые сообщения женского пола пользователям-мужчинам. Ранее она опубликовала анализ, показывающий, что лишь мизерная часть (12000 из 5,5 миллионов) зарегистрированных женских учётных записей использовались на регулярной основе, но впоследствии она отвергла этот анализ, заявив, что по опубликованным данным невозможно определить, сколько женщин на самом деле использовали эту услугу. Ньюитц отметил пункт в условиях обслуживания, который гласит, что «многие профили предназначены только для развлечения».
В 2012 году бывшая сотрудница заявила в судебном иске, что ей было предложено создать тысячи поддельных женских учётных записей, привлекательных для клиентов-мужчин, что привело к повторяющимся стрессовым травмам. Дело урегулировано во внесудебном порядке.
В июле 2016 года генеральный директор Роб Сигал и недавно назначенный президент Джеймс Миллершип сообщили Reuters, что к концу 2015 года компания прекратила использование ботов. Сегал поделился независимым отчетом EY (Ernst & Young), в котором подтверждается поэтапный отказ. Более поздний отчет EY в 2017 году показал, что программа-бот была выведена из эксплуатации в 2015 году, и EY не нашла доказательств того, что программы-боты были восстановлены.

### Реклама
Эшли Мэдисон использует методы партизанского маркетинга для рекламы своего сайта. Одним из таких приемов было создание фальшивых сайтов с критикой, наполненных рекламой Эшли Мэдисон и анонимными свидетельствами того, что сайт является законным. Например, сайт www. AshleyMadisonScams.com был зарегистрирован на Эшли Мэдисон, владелицы Avid Life.
Эшли Мэдисон размещает рекламные ролики на телевидении, билборды и радио, созданные генеральным директором Ноэлем Бидерманом. Телевизионная реклама была снята с эфира в некоторых странах после частых жалоб. Некоторые из отклонённых предложений включали сделку на 1,5 миллионов евро на использование майки с логотипом сайта итальянским баскетбольным клубом Virtus Roma, или $10 миллионное предложение о переименовании аэропорта Скай-Харбор в Фениксе и предложение о предоставлении прав на название стадиона Нью-Медоулендс.
Заявление, осуждающее предлагаемую рекламу, было сделано в 2009 году, когда сайт «Эшли Мэдисон» попытался купить у Транспортной комиссии Торонто (TTC) рекламу на сумму 200 000 канадских долларов в системе трамвая Торонто. Пятеро из шести членов комитета проголосовали против, и комиссар заявил: «Когда обман или ложь является основной фундаментальной ценностью, мы не позволим показывать такую рекламу». Бидерман предложил субсидировать тариф TTC в размере от 2,50 до 2,75 доллара, но предложение было отклонено.
Также в 2009 году телеканал NBC отказался от рекламы, представленной «Эшли Мэдисон» для трансляции Суперкубка XLIII по сети.

## Иски
В 2012 году бывший сотрудник Дориана Силва подала на компанию в суд, заявив, что в рамках подготовки к запуску португальского веб-сайта компании ей было поручено создать более тысячи поддельных профилей участников в течение трех недель, чтобы привлечь клиентов и заставить их платить за услуги, и это привело к повторяющимся стрессовым травмам. В иске утверждалось, что в результате у Сильвы «появилась сильная боль в запястьях и предплечьях», и с 2011 года она не могла работать Компания подала встречный иск по обвинению в мошенничестве. Компания заявила, что Сильва была сфотографирована катающейся на водных лыжах, что было маловероятно для человека, получившего серьёзные травмы рук и предплечий. Представители «Эшли Мэдисон» позже утверждали, что Сильва хранила конфиденциальные документы и стремилась восстановить их. В 2015 году Верховный суд Онтарио отказал в иске без каких-либо затрат, в результате чего вице-президент и главный юрисконсульт Avid Life Media Ави Вейсман сказал, что компания «очень довольна».
В августе 2015 года после того, как хакеры украли и слили в сеть данные о клиентах, против компании был подан коллективный иск на сумму 576 миллионов долларов.
В 2015 году материнская компания «Эшли Мэдисон» согласилась выплатить 11,2 миллиона долларов для урегулирования коллективного иска, поданного от имени примерно 37 миллионами пользователей, чьи личные данные утекли.

## Взлом и утечка данных
15 июля 2015 года сайт был взломан группой, известной как The Impact Team. Заявив, что безопасность сайта всегда была слабой, хакеры утверждали, что украли личную информацию о пользовательской базе сайта, и пригрозили раскрыть имена, домашние адреса, историю поиска и номера кредитных карт, если сайт не будет немедленно закрыт. Стимулом к действиям хакеров послужила информация, что сайт в реальности не удаляет личную информацию пользователей после их запросов, за выполнение которых они к тому же платили.
Первый слив данных, подтвержденный экспертами, произошел 18 августа. Ещё один слив был осуществлён 20 августа, но файл размером 13 ГБ, который якобы содержал электронные письма генерального директора Avid Life Media Ноэля Бидермана, был поврежден. Это было исправлено 21 августа, когда команда Impact выложила электронные письма Бидермана в отдельный файл размером 19 ГБ.
Некоторые пользователи сообщали о получении электронных писем с вымогательством, в которых требовали заплатить 1,05 в биткойнах (примерно $ 225 на тот момент), чтобы предотвратить передачу информации близким этого пользователя. Клинические психологи утверждали, что известие о романе близкого человека является особенно стрессовым для супругов и детей. 24 августа полицейское управление Торонто сообщило о «двух неподтвержденных сообщениях о самоубийствах», связанных с утечкой профилей клиентов и попытками вымогательства. Полиция предложила вознаграждение в размере 500 000 долларов за информацию, ведущую к аресту хакеров. По крайней мере, об одном самоубийстве, которое ранее связывали с «Эшли Мэдисон», позднее сообщили как о «стрессе, полностью связанном с проблемами на работе, и не имеющем отношения к утечке данных».
Генеральный директор Роб Сигал сказал в интервью Wall Street Journal, что компания постоянно инвестирует в повышение конфиденциальности и безопасности, в том числе в партнерстве с командой Deloitte по кибербезопасности. Сигал также анонсировал новые незаметные варианты оплаты, включая Skrill, Neteller и Paysafe card.